# László Kanyuk
László Kanyuk (* 13. Januar 1979 in Tatabánya) ist ein deutsch-ungarischer Fußballspieler, der derzeit beim Sechstligisten SV Linx unter Vertrag steht.

## Vereinskarriere
Kanyuk begann in seiner Heimat, beim FC Tatabánya, mit dem Fußballspielen. Über den SV Sasbach kam er 1995 in die Jugendabteilung des SC Freiburg. 1998/99 erzielte er für die SCF-Reserve in der Oberliga Baden-Württemberg in 30 Spielen zehn Tore. Für die Saison 1999/2000 wurde Kanyuk auch in den Freiburger Profikader aufgenommen; außer in der Qualifikation zum DFB-Hallenpokal kam er jedoch zu keinerlei Einsätzen.
Daraufhin wechselte er zum VfR Aalen in die Regionalliga Süd und war dort drei Jahre lang überwiegend erste Wahl. Es folgten zwei halbjährige Engagements bei den ebenfalls drittklassigen Vereinen SV Wehen und 1. FC Schweinfurt 05. Seine erfolgreichste Spielzeit war jedoch die Saison 2004/05, als er in derselben Liga für die Kickers Offenbach 13 Tore erzielen konnte und damit einen wichtigen Faktor hinsichtlich des Aufstiegs in die 2. Bundesliga darstellte. Nach einem Jahr Zweitklassigkeit wechselte er zurück in die Regionalliga Süd, diesmal zu den Stuttgarter Kickers. Nachdem er sich dort nie vollständig durchsetzen konnte, wagte er den Schritt zurück in die Oberliga Baden-Württemberg zum TSV Crailsheim.
2008 ereilte ihn ein Motorradunfall, in dessen Folge er seine Profikarriere beendete und die Fußballschuhe nur noch als Amateur schnürte. Erste Station dieses neuen Lebensabschnitts war die SG Auheim in der Kreisliga B Offenbach Ost. Es folgte ein Wechsel zum sechstklassigen FSV Hollenbach in die Verbandsliga Württemberg. Ab Anfang 2010 spielte Kanyuk eine halbe Saison lang beim Verbandsliga-Südbaden-Aufsteiger SV Oberachern, daraufhin heuerte er beim Oberligisten SV Linx an, der jedoch Letzter der Oberliga Baden-Württemberg 2010/11 wurde. Seit Beginn der Spielzeit 2011/12 betreut er als Spielertrainer die Reserve des SV Linx in der Kreisliga B Staffel I.

## Erfolge

### Verein
- Aufstieg in die 2. Fußball-Bundesliga, 2004/2005